# Centrum Słowian i Wikingów
Stowarzyszenie Centrum Słowian i Wikingów „Wolin-Jomsborg-Vineta” – stowarzyszenie zarejestrowane w Szczecinie 3 czerwca 2003 r., które działa na rzecz rozwoju i promocji Wolina – w szczególności poprzez budowę i promocję skansenu archeologicznego – rekonstrukcji wczesnośredniowiecznej zabudowy – na wyspie Wolińska Kępa. 
Celem działania są także: tworzenie i ochrona atrakcji turystycznych promujących walory historyczne miasta, organizacja działań których celem jest promocja miasta i gminy Wolin. Stowarzyszenie jest jednym z głównych organizatorów Festiwalu Słowian i Wikingów w Wolinie. 
Wojewoda zachodnioporski 5 czerwca 2023 nadał stowarzyszeniu status przedsiębiorstwa społecznego.